# Terence Sanders
Terence Robert Beaumont Sanders (ur. 2 czerwca 1901 w Charleville, zm. 6 kwietnia 1985 w Dorking) – brytyjski wioślarz, wykładowca i oficer, złoty medalista olimpijski.
Kształcił się w Eton College i Kolegium Trójcy Świętej University of Cambridge. W 1923 brał udział w The Boat Race, osada Cambridge poniosła porażkę.
Wystąpił na igrzyskach olimpijskich w Paryżu w 1924, gdzie Brytyjczycy w składzie: Charles Eley, James MacNabb, Robert Morrison i Terence Sanders zdobyli złoty medal w czwórkach bez sternika. W wyścigu finałowym o 4,4 sekundy wyprzedzili Kanadyjczyków. Był to jego jedyny start olimpijski.
Służył w armii w trakcie II wojny światowej. Z wojska odszedł w 1950 w stopniu pułkownika. W tym samym roku został odznaczony Orderem Łaźni. Jednocześnie był wykładowcą na Corpus Christi College w Cambridge. W 1967 został szeryfem hrabstwa Surrey.